# 無限遠直線
無限遠直線（むげんえんちょくせん、Line at infinity）は、幾何学または位相幾何学における実アフィン平面に付加される直線である。位相幾何学に閉包性を与え、射影平面の接続関係の性質の特殊な場合を例外なく取り扱うために使われる。無限遠線、無窮遠直線、無窮遠線、無窮線、あるいは理想線（ideal line）とも言われる。ポンスレなどによって研究された。

## 幾何学的構築
アフィン幾何学やユークリッド幾何学においては平行線は交わらないとされるが、射影幾何学においては、2つの直線は実平面で常に交わる。特に平行線は無限遠点で交わる。すべての無限遠点が存在する直線を無限遠直線という。
任意の直線は無限遠直線と交わる。交点は直線の傾きのみに依存する。
アフィン平面において、直線は2方向に延びている。射影平面ではこの2方向の無限遠点は同一である。故に射影平面上の直線は閉曲線である。無限遠直線もまた自身と交叉するため閉曲線である。 

## 位相幾何学的観点
無限遠直線はアフィン平面を囲う円とみなすこともできる。しかし円上の点の対蹠点は自身と一致する。  アフィン平面と無限遠直線は実射影平面{\displaystyle \mathbb {R} P^{2}}を成す。
双曲線は2つの漸近線方向の無限遠点で自身と交わり、閉曲線とみなせる。同様に放物線も軸方向の無限遠点で自己交叉し、閉曲線とみなすことができる。放物線と無限遠直線は接する。 
複素射影平面上の無限遠直線の類似物は、複素射影直線である。2次元複素数空間上にリーマン球面を付加し4次元コンパクト空間を成すという点で、位相幾何学的には無限遠直線と全く異なる。実射影平面とは異なり、この結果は向き付け可能である。

## 歴史
複素無限遠直線は19世紀幾何学でよく使われた。円を無限遠直線上のある二点（虚円点）を通る円錐曲線として扱うことに応用された。
方程式X2 + Y2 = 0は、円の方程式から低次の項を除いたものである。通常、射影幾何学においては同次座標系[X:Y:Z]が採択される。
無限遠直線は、Z = 0の場合である。つまり、低次の項をすべて除外した式を表す。
すべての円は無限遠直線上の虚円点を通る。
I = [1:i:0] , J = [1:−i:0].
これらは当然複素点で、任意の同次座標に存在する。ただし、射影直線は対称変換群 を持つため、これは特別ではない。結論としては、円を5点で決定される円錐曲線としてみなすことができるということである。

## 初等幾何学
三角形幾何学では、無限遠直線は様々な特徴づけが成される。三角形の三辺をa,b,cとして、無限遠直線は三線座標(p ,q ,r)ではa p + b q + c r = 0、重心座標(p ,q ,r)ではp + q + r = 0と表される。重心の三線極線としても定義できる。外接円とシュタイナー楕円はそれぞれ等角共役、等長共役で無限遠直線に移る。一般に外接円錐曲線の自身による平行弦共役は無限遠直線に移る。
円による反転によって、無限遠直線は、基準円の中心に映る。また、円の中心の極線は無限遠直線である。